# Fighille
Citerna is een plaats (frazione) in de Italiaanse gemeente Citerna.